# Anno accademico
Un anno accademico  è il periodo dell'anno in cui un'università svolge la propria attività.
Un anno scolastico indica invece lo stesso periodo riferito alla scuola dell'obbligo.

## Nel mondo
Secondo i dati Eurydice aggiornati al 2023, "il numero di giorni di scuola varia dai 156 in Albania e i 200 giorni in Danimarca e Italia. In circa la metà dei Paesi l’anno scolastico conta 170/180 giorni; in 17, il numero varia tra 181 e 190 giorni".

### Italia
Nella scuola primaria (elementare), secondaria di primo grado (media) e secondo grado (superiore), dal punto di vista legislativo, inizio e fine sono anticipate di due mesi rispetto alle università (ovvero dal 1º settembre al 31 agosto dell'anno successivo). L'effettivo calendario (comprensivo di festività e sospensione delle lezioni) varia in ragione delle disposizioni impartite dal Ministero dell'Istruzione. Fino al 1976 (anno scolastico 1976-1977), la data indicativa di inizio era invece il 1º ottobre.
Per la legislazione italiana, l'anno accademico va dal 1º novembre al 31 ottobre del successivo anno solare. L'apertura ufficiale è effettuata tramite un'inaugurazione, solitamente posta al primo lunedì di ottobre, in cui il rettore - alla presenza di docenti e studenti - presenta una panoramica del programma universitario. Le date di inizio non sono univoche, in quanto stabilite dalla singola università.